# Бэкман, Уолли
Уолтер Уэйн Бэкман (англ. Walter Wayne Backman, 22 сентября 1959, Хилсборо, Орегон) — американский бейсболист и тренер, выступал на позиции игрока второй базы. Большую часть карьеры провёл в составе клуба «Нью-Йорк Метс». Победитель Мировой серии 1986 года. В настоящее время работает главным тренером клуба независимой Атлантической лиги «Лонг-Айленд Дакс».

## Биография

### Ранние годы и начало карьеры
Уолтер Бэкман родился 22 сентября 1959 года в Хилсборо в штате Орегон. Он был третьим из шести детей в семье Сэма и Айды Бэкман. Его отец работал на железной дороге, а ранее несколько лет провёл в командах фарм-системы «Питтсбург Пайрэтс». Сэм и стал первым тренером Уолтера. Сразу после окончания школы в 1977 году Бэкман был выбран на драфте под общим шестнадцатым номером клубом «Нью-Йорк Метс».
Профессиональную карьеру Уолтер начал в составе «Литтл-Фоллс Метс» в Лиге Нью-Йорка и Пенсильвании. В сезоне 1977 года он принял участие во всех играх команды, кроме двух, в основном выходя на позиции шортстопа. Бэкман стал лучшим игроком команды в нескольких атакующих категориях: по числу ранов (44), хитов (83), украденных баз (20) и показателю отбивания (32,5 %). В 1978 году он играл за «Линчберг Метс», вместе с командой став победителем чемпионата Лиги Каролины. В конце сезона руководство клуба перевело Уолтера на уровень выше, в «Джексон Метс».
В 1979 году эффективность игры Бэкмана на бите несколько снизилась, но по его окончании он был переведён в команду ААА-лиги «Тайдуотер Тайдс». В сезоне 1980 года тренерский штаб команды принял решение перевести его на вторую базу. После смены позиции Уолтер стал надёжнее действовать в защите и в августе, после травмы Дага Флинна, дебютировал за «Метс» в Главной лиге бейсбола.

### Главная лига бейсбола

#### Нью-Йорк Метс
Успешно проведя концовку чемпионата в 1980 году и предсезонные сборы в 1981, Бэкман занял место запасного инфилдера в «Метс». Много игрового времени он не получал и, сыграв всего в 26 матчах, был переведён обратно в «Тайдуотер». В ААА-лиге он провёл ещё 21 игру, после чего получил разрыв вращательной манжеты плеча и пропустил остаток сезона. Перед началом чемпионата 1982 года состав ньюйоркцев покинули Флинн и основной шортстоп Фрэнк Таверас. Благодаря этому Бэкман стал игроком стартового состава на второй базе. Он успешно действовал на бите, отбивая с показателем 27,2 %, но из-за последствий травмы стал менее надёжен в защите. Доиграть сезон до конца Уолтеру не удалось — упав с велосипеда он сломал ключицу.
В межсезонье «Метс» внесли Бэкмана в список игроков, доступных для обмена, но в итоге он остался в команде. На сборах весной 1983 года он произвёл впечатление игрой в атаке, но из-за ошибок в защите играл нечасто и уже в мае оказался в «Тайдуотере». Там он работал под началом Дэйви Джонсона, будущего главного тренера «Метс», и существенно улучшил свои действия на второй базе. Благодаря этому, весной 1984 года Бэкман был фаворитом в борьбе за место в основном составе Главной лиги бейсбола. В первой части чемпионата он делил игровое время с Келвином Чэпменом, но затем того отправили в фарм-клуб. Всего в сезоне 1984 года Уолтер сыграл в 108 матчах, сделав лишь десять ошибок и отбивая с показателем 28,0 %. При этом тренеров беспокоила разница в эффективности против питчеров-правшей и левшей — 32,4 % против 12,2 % — и из «Миннесоты» был обменян Тим Тойфель.
В чемпионском сезоне 1986 года Бэкман и Тойфель сменяли друг друга в зависимости от ситуации на поле. «Метс» уверенно выиграли Восточный дивизион Национальной лиги и вышли в плей-офф. Уолтер сыграл в двенадцати из тринадцати игр там, отбивая с показателем 23,8 % в Чемпионской серии против «Хьюстона» и с показателем 33,3 % в Мировой серии с «Бостон Ред Сокс». Перед сезоном 1987 года Бэкман подписал новый контракт на три года и два миллиона долларов. По нему он отыграл два года, успев испортить отношения с одноклубником Дэррилом Строберри, которого Уолтер обвинял в симуляции травм на поле. В декабре 1988 года ньюйоркцы обменяли его в «Миннесоту» на трёх питчеров из фарм-команд.

#### Завершение карьеры
В «Твинс» он провёл лишь один сезон, сложившийся неудачно. Бэкман отбивал с показателем всего 23,1 % и в конце 1989 года был отчислен. Ещё год он отыграл в составе «Питтсбурга», два сезона за «Филадельфию». Весной 1993 года Уолтер подписал контракт с «Атлантой», но был отчислен ещё до старта чемпионата. Он отыграл десять матчей за «Сиэтл Маринерс», ставших для него последними в лиге, и 17 мая покинул команду.

### Тренерская карьера
Спустя несколько лет после окончания карьеры Бэкман начал тренерскую деятельность. Первые команды, с которыми он работал, представляли независимые лиги — «Кэтскилл Кугарс», «Бенд Бэндитс» и «Трай-Сити Посси». В начале 2000-х годов Уолтера пригласили тренировать команды в системе «Чикаго Уайт Сокс». Он провёл два хороших сезона во главе «Бирмингем Бэронс», но был уволен из-за разногласий с руководством клуба.
В 2004 году Бэкмана признали Тренером года в младших лигах после того как ведомые им «Ланкастер Джетхокс» закончили сезон с результатом 86—54. Первого ноября он был назначен на пост главного тренера «Аризоны», но уже через четыре дня контракт с ним расторгли. Поводом стала статья в New York Times об имевшихся у Бэкмана проблем с законом, о которых он умолчал на собеседовании: он трижды попадал в тюрьму по разным обвинениям.
Возобновил работу тренером он только в 2007 году в команде «Саут Джорджия Пинатс», где быстро стал известен как один из самых эксцентричных специалистов в лиге. При этом в свой единственный сезон «Пинатс» выиграли чемпионат, а пять игроков команды позднее попали в составы клубов Главной лиги бейсбола. Следующие полтора года Бэкман руководил «Джолиет Джекхаммерс», а перед началом сезона 2010 года вернулся в систему «Нью-Йорк Метс».
В 2010 году он вывел «Бруклин Сайклонс» в финал чемпионата Лиги Нью-Йорка и Пенсильвании. После этого Уолтер претендовал на пост главного тренера «Метс», но в итоге в следующие два года работал с «Бингемтоном» и «Баффало Байзонс». После завершения сезона 2013 года фарм-клубом Метс в ААА-лиге стали «Лас-Вегас Фифти-Уанс», которых и возглавил Бэкман. В этой должности он проработал три года, дважды выведя команду в плей-офф. В 2014 году Уолтера признали Тренером года в Лиге Тихоокеанского побережья.